# Micro-agression
Une micro-agression (ou microagression) désigne un comportement ou un propos d'apparence banale exprimé envers une personne issue d'une communauté marginalisée ou envers toute cette communauté, et qui est perçu comme dénigrant par celle-ci. L'existence de micro-agressions est mise en évidence dans les groupes culturellement marginalisés, comme les personnes racisées, les personnes de la communauté LGBT. Le terme « micro-agression » ne préjuge pas d’une intention consciemment hostile ou dénigrante de la part de la personne qui l'exprime. Plusieurs impacts négatifs des micro-agressions sont mis en évidence par la littérature, même si le concept en lui-même est remis en cause par certains auteurs.

## Histoire
Le terme est inventé en 1970 par Chester M. Pierce, psychiatre et professeur à l'université Harvard, pour décrire des insultes et des licenciements que des Américains blancs infligeaient à des Afro-Américains et dont il a régulièrement été témoin,,,.
Au début du XXIe siècle, ce terme est appliqué à l'ensemble des groupes socialement marginalisés, tels que la communauté LGBT, les personnes vivant dans la pauvreté et les personnes handicapées.
Le psychologue Derald Wing Sue définit les micro-agressions comme « de brefs échanges quotidiens qui envoient des messages dénigrants à certaines personnes en raison de leur appartenance à un groupe ». Les personnes qui font les commentaires peuvent être par ailleurs bien intentionnées et ignorantes des conséquences potentiellement négatives de leurs paroles.

## Définition
Les micro-agressions ont été définies comme des communications verbales, comportementales et environnementales quotidiennes, brèves et courantes, intentionnelles ou non, qui transmettent des messages hostiles, péjoratifs ou négatifs à une personne ciblée parce qu'elle appartient à un groupe stigmatisé. Bien que ces communications semblent généralement inoffensives pour les observateurs, elles sont considérées comme une forme de racisme dissimulé ou de discrimination quotidienne.
Les micro-agressions diffèrent de ce que Pierce a qualifié de « macro-agressions », qui sont des formes de ségrégation plus extrêmes, telles que les lynchages ou les passages à tabac.
La plupart des individus stigmatisés sont régulièrement victimes de micro-agressions. Celles-ci peuvent être particulièrement stressantes car elles sont facilement niées et même souvent inconscientes, chez ceux qui les commettent. Elles sont également plus difficiles à détecter par les membres de la culture dominante car ils ignorent souvent qu’elles causent des dommages.
Sue décrit les micro-agressions comme incluant des déclarations qui répètent ou affirment des stéréotypes sur le groupe minoritaire ou qui dégradent subtilement ses membres. De tels commentaires impliquent les éléments suivants :
- la culture dominante est considérée comme normale et la minorité comme aberrante ou pathologique ;
- ils expriment de la désapprobation ou de l'inconfort à l’égard du groupe minoritaire ;
- ils supposent que tous les membres du groupe minoritaire sont identiques ;
- ils minimisent l’existence d’une discrimination à l’égard du groupe minoritaire ;
- ils cherchent à nier les préjugés de l'auteur ;
- ils cherchent à minimiser les conflits réels entre le groupe minoritaire et la culture dominante.

### Taxonomie
À partir d'un travail de discussion avec deux groupes d'Américains d'origine asiatique, Sue a proposé huit thématiques autour des micro-agressions raciales :
- Étranger sur son propre territoire : lorsque les gens présument que les personnes de couleur sont des étrangers ou d'un pays différent, par exemple : « Alors d'où venez-vous vraiment ? » ou « Pourquoi n'as-tu pas d'accent ? » ;
- attribution de l'intelligence : lorsque les personnes de couleur sont stéréotypés comme étant intelligents ou supposés avoir un certain niveau d'intelligence en raison de leur race, comme « Vous avez toujours de bons résultats à l'école » ou « Si je vois beaucoup d'étudiants asiatiques dans ma classe, je sais que ce sera une classe difficile » ;
- déni de la réalité raciale : c'est lorsqu'une personne insiste sur le fait qu'une personne de couleur ne souffre d'aucune discrimination, ce qui implique qu'il n'est pas confronté à l'inégalité. Cela correspond à l'idée de minorité modèle ;
- exotisation des femmes non blanches qui sont stéréotypées par leur apparence physique et leur sexe, sur la base des médias et de la littérature. Un exemple est celui des femmes américaines d'origine asiatique décrites comme étant du type soumise ou obéissante ; alternativement, elles peuvent être décrites comme des femmes dragons, des mamans tigres ou des fleurs de lotus, en utilisant des symboles de leurs cultures respectives. D'autre part, les hommes américains d'origine asiatique sont décrits comme étant peu virils ou faibles ;
- refus de reconnaître les différences au sein d'une même origine ethnique : l'homogénéité des grands groupes ethniques est soulignée et présumée ; l'orateur ignore les différences au sein du groupe. Les groupes de discussion ont identifié la déclaration selon laquelle « tous les Américains d'origine asiatique se ressemblent » comme hypothèse principale de ce thème. De même, penser que tous les membres d'un groupe ethnique minoritaire parlent la même langue ou ont les mêmes valeurs ou la même culture relève de ce thème ;
- pathologiser les valeurs culturelles/ les styles de communication : lorsque les cultures et les valeurs des Américains d'origine asiatique sont considérées comme moins souhaitables. Par exemple, de nombreuses personnes des groupes de discussion se sont senties désavantagées par l'attente d'une participation verbale en classe, à l'école et dans l'enseignement supérieur, alors que les normes culturelles asiatiques valorisent le silence. En raison de cette divergence, de nombreux Américains d'origine asiatique ont estimé qu'ils étaient obligés de se conformer aux normes culturelles occidentales pour réussir sur le plan académique ;
- citoyenneté de seconde classe : ce thème met l'accent sur l'idée que les personnes de couleur sont traitées comme des êtres mineurs et ne sont pas traitées avec les mêmes droits ni présentées en priorité. Par exemple, un homme coréen entre dans un bar et demande à prendre un verre, mais le barman l'ignore lorsqu'il sert d'abord un homme blanc ;
- invisibilité : ce thème met l'accent sur l'idée que les Américains d'origine asiatique sont considérés comme exclus des discussions liées à la race et au racisme. Selon certains membres des groupes de discussion, les dialogues récents sur la race aux États-Unis se sont souvent concentrés uniquement sur des questions opposant les Blancs et les Noirs, à l'exclusion des Américains d'origine asiatique.

En 2017, dans un article de synthèse sur ce sujet, le psychologue Scott Lilienfeld a critiqué la recherche sur la micro-agression pour n'avoir guère progressé au-delà des taxonomies telles que celles décrite ci-dessus, proposée par Sue près de dix ans plus tôt. Tout en reconnaissant la réalité des « insultes et insultes subtiles dirigées contre les minorités », Lilienfeld a conclu que le concept et les programmes d'évaluation scientifique sont « beaucoup trop sous-développés sur les plans conceptuels et méthodologiques pour pouvoir être appliqués dans le monde réel ». Il a recommandé l'abandon du terme « micro-agression » étant donné que « l'utilisation du mot clé "agression" dans "micro-agression" est conceptuellement déroutante et trompeuse ». En outre, il a appelé à un moratoire sur les programmes de formation à la micro-agression jusqu'à ce que de nouvelles recherches puissent développer le domaine.
En 2017, Althea Nagai, qui travaille comme chercheur au centre conservateur pour l'égalité des chances (Center for Equal Opportunity (en)) a publié un article critiquant la recherche sur la micro-agression en tant que pseudoscience. Il a déclaré que les chercheurs qui étaient à la base de la théorie de la micro-agression « rejettent la méthodologie et les normes de la science moderne ». Il énumère diverses faiblesses techniques de la recherche sur la micro-agression, notamment « des questions d'entretien biaisées, le recours à une description narrative et à un petit nombre de personnes interrogées, des problèmes de fiabilité, des problèmes de reproductibilité et le non-respect d'explications alternatives ».

### Race
Les spécialistes des sciences sociales Sue, Bucceri, Lin, Nadal et Torino (2007) ont décrit les micro-agressions comme « le nouveau visage du racisme », affirmant que la nature du racisme avait évolué avec le temps. Les incidents manifestes de haine raciale et les crimes de haine se sont transformés en manifestations de racisme aversif sous la forme de micro-agressions. Ces dernières sont plus subtiles, ambiguës et souvent non intentionnelles. Selon Sue, cela a amené certains Américains à croire, à tort, que les Américains non blancs ne souffrent plus du racisme.
Selon Sue et al . les micro-agressions semblent se présenter sous trois formes :
- micro-assaut : un comportement racial explicite, verbal ou non verbal, par exemple des injures, un comportement d'évitement, des actions discriminatoires délibérées ;
- micro-insulte : emploi de termes qui traduisent l'impolitesse et l'insensibilité et dégradent l'héritage ou l'identité raciale d'une personne ;
- micro-invalidation : communications qui excluent, nient ou annulent les perceptions psychologiques, les sentiments ou la réalité expérimentale d'une personne appartenant à un groupe particulier.

En 2021, l'université de Cambridge envisageait ainsi la mise en place d'une campagne Change the culture invitant les étudiants à dénoncer de façon anonyme sur un site en ligne des comportements inadéquats chez d'autres étudiants ou des membres du personnel. Parmi les exemples d'éléments susceptibles d'être rapportés, le projet mentionnait les micro-agressions, tel « un changement dans la communication non-verbale en réponse à une personne racisée, comme de hausser les sourcils lors de la prise de parole par un étudiant ou un employé noir. »
Certains psychologues ont reproché à la théorie de la micro-agression de présumer que tous les mauvais traitements de type verbal, comportemental ou environnemental sont nécessairement dues à des préjugés,,. Pour Thomas Schacht, il n'est pas clair si ce type de comportement est dû à un préjugé racial ou s’intègre dans un cadre plus large indépendamment du conflit identitaire. Cependant, Kanter et ses collègues ont constaté que les micro-agressions étaient fortement corrélées à cinq mesures distinctes de préjugés.
Après avoir examiné les articles sur le sujet, Scott Lilienfeld a suggéré d'éliminer le micro-assaut de la taxonomie parce que les exemples fournis sur le sujet, loin d'être micro, relèvent de l'agression verbale, de l'intimidation, du harcèlement ou du fanatisme ; dans certains cas, ils relevaient même d'actes criminels. D'autres ont signalé que ce qui était perçu comme des formes subtiles de rejet pouvait être le fait de personnes souffrant de troubles d'autisme ou d'anxiété sociale,.

### Genre
Le sexisme explicite dans la société est en déclin, mais existe toujours dans une variété d'expressions subtiles et non subtiles. Les femmes rencontrent des micro-agressions dans lesquelles elles se sentent inférieures, objectivées sexuellement et liées à des rôles de genre restrictifs tant sur le lieu de travail que dans le monde universitaire ou dans les sports. Les micro-agressions fondées sur le sexe s'appliquent aux athlètes féminines lorsque leurs capacités sont comparées à celles des hommes, lorsqu'elles sont jugées sur leur « attractivité », ou lorsqu'elles sont tenues de porter une tenue « féminine » ou sexuellement attrayante pendant la compétition.
On trouve également des micro-agressions sexuées et une agression plus manifeste dans la pornographie violente.
D'autres exemples de micro-agressions sexistes sont de s'adresser à quelqu'un en le désignant par un terme sexiste ; de disqualifier une activité telle que faire la vaisselle parce qu'il s'agit d'un « travail de femme », d'afficher des images de pin-ups ou de femmes nues sur les lieux de travail, de faire des avances sexuelles non désirées à une autre personne.
Les personnes transgenres sont confrontées à des micro-agressions lorsqu'elles sont étiquetées d'une manière qui ne correspond pas à leur identité de genre.

### Sexualité et orientation sexuelle
Dans les groupes de discussion, les personnes identifiées comme bisexuelles disent avoir subi de telles micro-agressions, comme de nier ou rejeter leurs récits personnels ou leurs revendications d’identité, d'être incapables de comprendre ou d’accepter la bisexualité comme une possibilité, de les forcer à changer d’identité sexuelle, de s’attendre à ce qu’elles soient sexuellement débauchées, et de remettre en question leur capacité à maintenir des relations monogames.
Certaines personnes LGBT peuvent aussi éprouver des expressions de micro-agression de la part de personnes même au sein de la communauté LGBT. Ils disent que le fait d'être exclu, de ne pas être accueilli ou compris par la communauté gay et lesbienne constitue une micro-agression. Roffee et Waling suggèrent que le problème se pose dans de nombreux groupes de personnes. Car une personne fait souvent des hypothèses fondées sur son expérience individuelle, tandis que le groupe qu'elle veut intégrer peut ressentir un manque de crédibilité et entrainer une forme de micro-agression.

### Intersectionnalité
Les personnes appartenant à des groupes marginaux qui se chevauchent (par exemple, un homme homosexuel d'origine asiatique ou une femme transsexuelle) subissent des micro-agressions fondées sur des formes de marginalisation variées. Par exemple, dans une étude, des femmes américaines d'origine asiatique ont déclaré avoir le sentiment d'être classées comme sexuellement exotiques par des hommes de la culture majoritaire ou d'être considérées comme des « femmes trophées » potentielles simplement en raison de leur appartenance à un groupe. Les femmes afro-américaines signalent des micro-agressions liées aux caractéristiques de leurs cheveux qui peuvent inclure une invasion de l'espace personnel alors qu'un individu tente de les toucher, ou commente qu'un style différent de celui d'une femme américano-européenne semble « peu professionnel »,.

### Personnes avec des troubles mentaux
Les personnes concernées par les troubles mentaux déclarent avoir éprouvé des formes de micro-agression plus évidentes que les formes subtiles, émanant de la famille et des amis, ainsi que de personnalités influentes. Dans une étude portant sur des étudiants et des adultes traités en milieu communautaire, cinq thèmes ont été identifiés : l'invalidation, la présomption d'infériorité, la peur de la maladie mentale, la honte de la maladie mentale et le traitement en citoyen de seconde classe.

### Médias
Des membres de groupes marginalisés ont également décrit les micro-agressions commises par des interprètes ou des artistes associés à diverses formes de médias, telles que la télévision, les films, la photographie, la musique et la littérature. Certains chercheurs pensent qu'un tel contenu culturel reflète mais aussi façonne la société. Ce qui permet aux individus d'absorber des préjugés involontairement à travers la consommation de ces médias.
Une étude sur le racisme dans les publicités télévisées décrit les micro-agressions comme étant en progression, entraînant des conflits inévitables entre les races en raison des subtilités du contenu. Cette recherche a révélé que les Noirs étaient plus souvent montrés que les Blancs en train de manger, de participer à une activité physique, de travailler ou de servir d'autres personnes. La recherche conclut en suggérant que ces représentations micro-agressives pouvaient être omises d'un corpus d'œuvres sans sacrifier à la créativité ou au profit.
Pérez Huber et Solorzano commencent leur analyse des micro-agressions par une anecdote sur les « bandits » mexicains, décrite dans un livre pour enfants lu au coucher. L'article donne des exemples de stéréotypes négatifs sur les Mexicains et les Latinos dans les livres, les imprimés et les photos, en les associant à l'état du discours racial au sein de la culture majoritaire et à sa domination sur les groupes minoritaires aux États-Unis. La personnification de ces attitudes à travers les médias peut également s'appliquer aux comportements micro-agressifs envers d'autres groupes marginalisés.
En 2015, une étude de la représentation des personnages LGBT dans les films indique que les personnages gays ou lesbiennes sont présentés de manière « offensante ». En revanche, le fait que des personnages LGBT sont présentés comme des individus complexes, qui ne sont pas définis que par leur orientation sexuelle ou leur identité, constitue un pas dans la bonne direction. Idéalement, « les spectateurs queer ont enfin un plaisir narratif que les téléspectateurs apprécient depuis l'aube du film noir : un personnage central hautement problématique, mais fascinant ».

### Âge et intolérance
La micro-agression peut cibler et marginaliser tout groupe pouvant être défini, y compris ceux qui appartiennent à un même groupe d'âge ou qui partagent un système de croyance. La micro-agression est une manifestation de l'intimidation qui utilise des jeux de pouvoir micro-linguistiques pour marginaliser toute cible par une manifestation subtile d'intolérance en signifiant que la personne est autre,.

## Auteurs de micro-agressions
Comme les auteurs peuvent être bien intentionnés et que les micro-agressions sont subtiles, les personnes qui en sont victimes ont souvent des problèmes d'attribution. Cela peut les amener à ignorer l'événement et à se reprocher d'être trop sensibles à la rencontre. S'ils sont mis en cause par la personne appartenant à la minorité ou par un observateur, les auteurs présumeront souvent que leur micro-agression est un malentendu, une blague ou quelque chose d'insignifiant qu'il ne faut pas exagérer.

## Effets des micro-agressions
En 2013, une revue de lecture sur les micro-agressions a conclu que 

« l’impact négatif des micro-agressions raciales sur la santé physique et psychologique commence à être documenté ; toutefois, ces études sont largement corrélatives et reposent sur des rappels et des auto-évaluations, rendant difficile de déterminer si les micro-agressions raciales causent réellement des effets négatifs sur la santé et, le cas échéant, par quels mécanismes. »

En 2017, un examen des recherches sur la micro-agression a révélé que les spécialistes tentaient de comprendre les dommages potentiels causés par la micro-agression sans mener beaucoup de recherches cognitives ou comportementales, ni de tests expérimentaux, mais se base essentiellement sur de petits corpus de témoignages anecdotiques et des échantillons qui ne sont représentatifs d'aucune population particulière.
Les destinataires de micro-agressions peuvent ressentir de la colère, de la frustration ou de l'épuisement. Les Afro-Américains ont déclaré se sentir sous pression de « représenter » leur groupe ou de supprimer leur propre expression culturelle et d'« agir en blanc ».
Au fil du temps, certains pensent que l’effet cumulatif des micro-agressions conduit à une perte de confiance en soi et à une mauvaise image de soi pour les individus, ainsi qu’à des problèmes de santé mentale tels que la dépression, l’anxiété et les traumatismes,,.
De nombreux chercheurs ont fait valoir que les micro-agressions sont plus dommageables que les expressions manifestes de sectarisme, précisément parce qu'elles sont peu remarquables et donc souvent ignorées ou minimisées. Ce qui amène la victime à douter de soi pour avoir réagi à une micro-agression, plutôt que d'exprimer une colère légitime, et de ressentir de l'isolement, plutôt que de chercher à obtenir le soutien des autres sur de tels incidents,,.
Des études ont montré qu'aux États-Unis, lorsque les personnes de couleur perçoivent des micro-agressions commises par des professionnels de la santé mentale, la satisfaction des clients à l'égard du traitement est plus faible,.
Certaines études suggèrent que les micro-agressions représentent un fardeau suffisant pour que certaines personnes de couleur craignent, se méfient ou évitent les relations avec les Blancs, afin d'éviter de telles interactions. D'autre part, certaines personnes affirment que le traitement des micro-agressions les a rendues plus résilientes. Les chercheurs ont suggéré que, bien que les micro-agressions « peuvent sembler mineures », elles sont « si nombreuses que d'essayer de fonctionner dans un tel contexte est « comme soulever une tonne de plumes » ».

## Critique du concept de micro-agression
Divers spécialistes et commentateurs sociaux[Lesquels ?] ont critiqué le concept de micro-agression pour son manque de base scientifique, sa subjectivité et sa promotion de la fragilité psychologique[réf. nécessaire].
Ces critiques soutiennent qu'éviter les comportements que l'on interprète comme des micro-agressions restreint sa propre liberté et provoque des blessures émotionnelles auto-infligées. Ils mettent également en cause les remèdes préconisés (recours à des personnalités influentes, dénonciation sur les réseaux sociaux) qui peuvent entraîner un affaiblissement des compétences individuelles pour régler ses propres conflits.
Certains soutiennent que, du fait que le terme « micro-agression » utilise un langage faisant référence à la violence pour décrire un comportement verbal, cette terminologie peut entraîner une surévaluation du préjudice, un désir de vengeance et encourager une mentalité de victimisation.

### Discours public et préjudice causé aux intervenants
Kenneth R. Thomas a affirmé dans la revue American Psychologist que les recommandations inspirées par la théorie des micro-agressions, si elles étaient « mises en œuvre, pourraient avoir un effet d'inhibition sur la liberté d'expression et diminuer la volonté des Blancs, y compris certains psychologues, d'interagir avec des personnes de couleur ».
Les sociologues Bradley Campbell et Jason Manning ont écrit dans la revue universitaire Comparative Sociology que le concept de micro-agression « s’inscrit dans une classe plus large de tactiques de conflit dans lesquelles les personnes lésées cherchent à attirer et à mobiliser le soutien de tiers », ce qui implique parfois « une action en documentant, en exagérant ou même en falsifiant des infractions ». Le concept de micro-agression a été décrit comme un symptôme de l'échec du discours civil, et est considéré comme un « faux pas bien intentionné d'hier ».
Un type de micro-agression suggéré par un bulletin d’information de l’Université d’Oxford consiste à éviter le contact visuel ou de parler directement aux personnes. Cela a suscité une controverse lorsqu'il a été souligné que ces hypothèses sont insensibles[pas clair] aux personnes autistes qui peuvent avoir du mal à établir un contact visuel,.

### Culture de la victimisation
Dans leur article Micro-agression et cultures morales, les sociologues Bradley Campbell et Jason Manning affirment que le discours sur la micro-agression mène à une culture de la victimisation.
Jonathan Haidt, psychologue social, affirme que cette culture de la victimisation diminue la « capacité de l'individu à gérer lui-même de petites questions interpersonnelles » et « crée une société de conflit moral intense et constant, dans la mesure où les personnes se disputent le statut de victime ou de défenseur de la victime ».
De même John McWhorter, linguiste et commentateur social suggère que « cela infantilise les Noirs de leur enseigner que les micro-agressions, et même celles plus importantes, endommagent de façon permanente notre psychologie. Et cela nous dispenserait de toute véritable compétence sociale,,. »

### Détresse émotionnelle
Dans le magazine culturel américain The Atlantic, Greg Lukianoff et Jonathan Haidt se sont inquiétés du fait que l’attention portée aux micro-agressions peut causer plus de traumatismes émotionnels que l’expérience des micro-agressions elle-même. Ils croient que l'autocontrôle par un individu de pensées ou d'actions afin d'éviter de commettre des micro-agressions peut causer un préjudice émotionnel. Car une personne cherchant à éviter de devenir un micro-agresseur et utilisant l'autocontrôle extrême peut partager certaines caractéristiques avec des individus ayant une pensée pathologique. En se référant en particulier aux programmes de prévention dans les écoles ou les universités, ils disent que l'élément de protection qu'est l'identification des allégations de micro-agression, prépare mal les étudiants « à la vie professionnelle qui exige souvent un engagement intellectuel avec des personnes et des idées qu'on pourrait trouver inconvenante ou fausse ». En outre, cela crée un climat dans lequel il devient « inacceptable de remettre en question le caractère raisonnable (et encore moins la sincérité) de l'état émotionnel de quelqu'un », ce qui aboutit à un jugement présumé des micro-agressions qui présente les caractéristiques d'un procès en sorcellerie.
Par ailleurs, selon une étude réalisée en 2018, le recours systématique à des trigger warnings pourrait être contre-productif car ceux-ci « peuvent, par inadvertance, saper certains aspects de la résilience émotionnelle » et « augmenter l’anxiété vis-à-vis de textes perçus comme dangereux ». Nombre d'études suggèrent en effet que moins une personne pense que le monde est juste et équitable, plus son interprétation des événements négatifs sera préjudiciable pour sa santé,,.
Paul Rowan Brian dans The Federalist fait valoir que la théorie de la micro-agression met en avant des exemples triviaux et négligeables de racisme au détriment de véritables préjugés et exclusions. Amitai Etzioni suggère ainsi que l'attention portée aux micro-agressions empêche les individus et les groupes de faire face à des actes beaucoup plus graves.

### Politiquement correct
Ralph Nader a également critiqué les concepts d'avertissement au public et de politiquement correct qui crée sur les campus trop de sensibilité.
Dans Spiked Online, Viv Regan se demandait si le fait d’avoir une excuse décente pour impolitesse n'allait pas provoquer plus de dommage du fait d'une réaction excessive.
Selon Derald Wing Sue, dont les travaux ont popularisé le terme, de nombreuses critiques sont fondées sur le fait que le terme est mal compris ou utilisé à mauvais escient. Il a indiqué que son but en identifiant ce phénomène était d'éduquer les gens et non pas de les faire taire ou de leur faire honte. Il note en outre que le fait d’identifier une personne qui a fait des micro-agressions raciales n’implique pas qu’elle soit raciste.

### Surinterprétation
Selon Lilienfeld, l'un des effets néfastes des programmes de micro-agression est d'augmenter la tendance d'un individu à surinterpréter les mots des autres de manière négative.